# Model de clima global

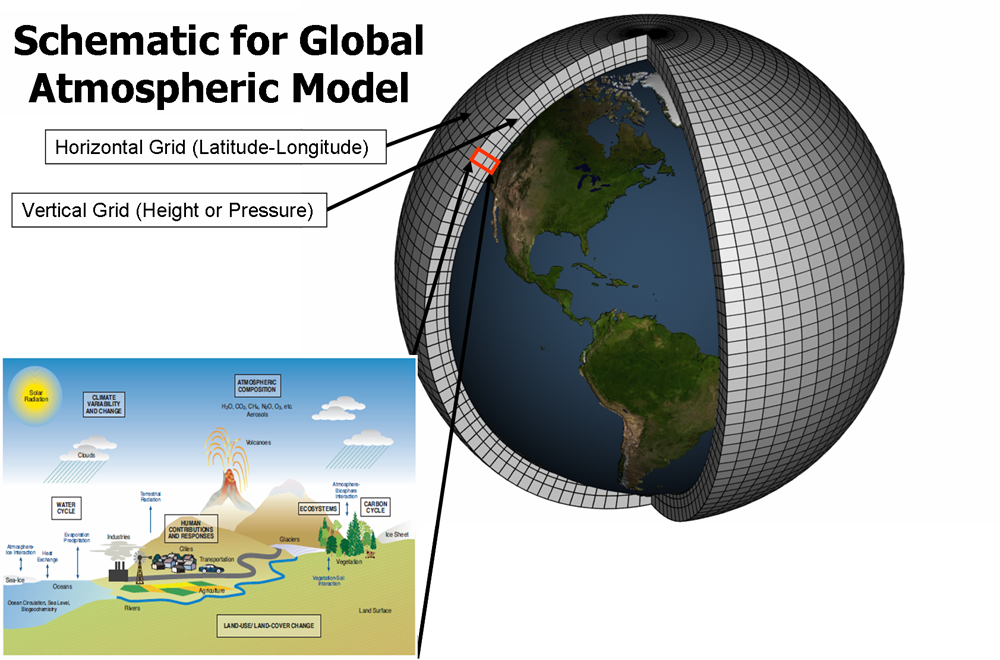
Els models climàtics són sistemes d'equacions diferencials basts en les lleis de la física, la dinàmica de fluids i la química

Un model de circulació general (en anglès: general circulation model, GCM) és un model matemàtic de la circulació general de l'atmosfera planetària o de l'oceà basada en les equacions de Navier–Stokes sobre una esfera rotativa en termes termodinàmics per diferent fonts d'energia (radiació, calor latent). Aquestes equacions són la base per a complexos programes d'ordinador que es fan servir per a la simulació de l'atmosfera o els oceams de la Terra. S'apliquen els models GCMs (AGCM i OGCM) en la predicció meteorològica i per les projeccions sobre el canvi climàtic. Hi ha versions per a l'escala de dècades i de segles. Aquests models numèrics estan basats en la integració d'una gran varietat d'equacions de dinàmica de fluids, química i de vegades de biologia.

## Models de clima a internet
- National Operational Model Archive and Distribution System Arxivat 2016-01-30 a Wayback Machine. (NOMADS) is a NOAA Web-services based project providing both real-time and retrospective format independent access to climate and weather model data.
- Dapper/DChart  Arxivat 2011-12-23 a Wayback Machine. – plot and download model data referenced by the Fourth Assessment Report (AR4) of the Intergovernmental Panel on Climate Change.
- http://www.hadleycentre.gov.uk/research/hadleycentre/models/modeltypes.html Arxivat 2008-10-13 a Wayback Machine. – Hadley Centre for Climate Prediction and Research – general info on their models
- http://www.ccsm.ucar.edu/ Arxivat 2008-10-06 a Wayback Machine. – NCAR/UCAR Community Climate System Model (CCSM)
- http://www.climateprediction.net Arxivat 2009-02-27 a Wayback Machine. – do it yourself climate prediction
- http://www.giss.nasa.gov/tools/modelE/ – the primary research GCM developed by NASA/GISS (Goddard Institute for Space Studies)
- http://edgcm.columbia.edu/ Arxivat 2015-03-23 a Wayback Machine. – the original NASA/GISS global climate model (GCM) with a user-friendly interface for PCs and Macs
- http://www.cccma.bc.ec.gc.ca/ Arxivat 2006-11-24 a Wayback Machine. – CCCma model info and interface to retrieve model data
- http://nomads.gfdl.noaa.gov/CM2.X/ Arxivat 2019-07-06 a Wayback Machine. – NOAA / Geophysical Fluid Dynamics Laboratory CM2 global climate model info and model output data files
- http://www.climate.uvic.ca/ – University of Victoria Global climate model, free for download. Leading researcher was a contributing author to the recent IPCC report on climate change.